# Chauliodoniscus armadilloides
Chauliodoniscus armadilloides är en kräftdjursart som först beskrevs av Hansen 1916.  Chauliodoniscus armadilloides ingår i släktet Chauliodoniscus och familjen Haploniscidae.
Artens utbredningsområde är Mexikanska golfen. Inga underarter finns listade i Catalogue of Life.